# Чистый лист
Чистый лист: Природа человека. Кто и почему отказывается признавать её сегодня — бестселлер 2002 года психолога Стивена Пинкера, в котором автор приводит аргументы против модели tabula rasa в социальных науках, утверждая, что поведение человека в значительной степени сформировано эволюционными психологическими адаптациями. Книга была номинирована на премию Авентис 2003 года и стала финалистом Пулитцеровской премии.

## Краткое изложение
Пинкер утверждает, что современная наука бросила вызов трем «связанным догмам», которые составляют доминирующее представление о человеческой природе в интеллектуальной жизни:
- чистая доска (разум не имеет врожденных черт) — эмпиризм
- благородный дикарь (люди рождаются хорошими и развращаются обществом) — романтизм
- дух в машине (у каждого из нас есть душа, которая делает выбор, свободный от биологии)[1]

Большая часть книги посвящена рассмотрению опасений по поводу социальных и политических последствий его взгляда на человеческую природу:
- «страх неравенства»
- «страх несовершенства»
- «страх детерминизма»
- «страх нигилизма»

Пинкер утверждает, что эти опасения не являются действительными логическими следствиями его взгляда (Non sequitur), и что взгляд на человеческую природу с чистого листа на самом деле представлял бы большую угрозу, если бы был правдой. Например, он утверждает, что политическое равенство требует не однообразия, а политики, которая относится к людям как к личностям с правами; что моральный прогресс не требует, чтобы человеческий разум от природы был свободен от эгоистических мотивов, а только чтобы у него были другие мотивы для противодействия эгоизму; что ответственность не требует, чтобы поведение было беспричинным, а только чтобы оно реагировало на похвалу и порицание; и что смысл жизни не требует, чтобы процесс, сформировавший мозг, имел цель, а только чтобы сам мозг имел цели. Он также утверждает, что обоснование моральных ценностей утверждениями о «чистом листе» открывает возможность их опровержения будущими эмпирическими открытиями. Далее он утверждает, что «чистый лист» фактически несовместим с противостоянием многим социальным порокам, поскольку «чистый лист» может быть обусловлен тем, что ему нравится рабство и деградация.
Пинкер утверждает, что аргументы эволюционного и генетического неравенства не обязательно поддерживают политику правых. Например, если все люди обладают равными способностями, то можно утверждать, что необходимо лишь предоставить всем равные возможности. С другой стороны, если у некоторых людей меньше врожденных способностей, то политика перераспределения должна благоприятствовать тем, у кого меньше врожденных способностей. Кроме того, экономика laissez-faire основана на предположении о рациональном агенте, в то время как эволюционная психология предполагает, что у людей много различных целей и моделей поведения, которые не вписываются в теорию рационального агента. «Прилив поднимает все лодки» часто используется как аргумент в пользу того, что неравенство не нужно уменьшать, пока есть рост. Эволюционная психология предполагает, что низкий статус сам по себе, помимо материальных соображений, является сильным психологическим стрессом и может вызвать опасное и отчаянное поведение, что говорит о том, что неравенство должно быть уменьшено. Наконец, эволюционные объяснения также могут помочь левым создавать политику с большей общественной поддержкой, предполагая, что чувство справедливости (вызванное такими механизмами, как взаимный альтруизм), а не жадность людей является основной причиной оппозиции к социальному обеспечению, если в предложениях нет различия между теми, кто воспринимается как достойные и недостойные бедные.
Пинкер также приводит несколько примеров вреда, наносимого верой в «чистую доску» человеческой природы:
- Тоталитарная социальная инженерия. Если человеческий разум —  это чистая доска, полностью сформированная окружающей средой, то безжалостный и тотальный контроль над каждым аспектом окружающей среды создаст совершенные умы.
- Неуместное или чрезмерное обвинение родителей, поскольку предполагается, что если их дети плохо развиваются, то это полностью обусловлено экзогенными причинами и особенно поведением родителей.
- Освобождение опасных психопатов, которые быстро совершают новые преступления.
- Строительство массивных и унылых жилых комплексов, поскольку предполагается, что жилищные и экзогенные предпочтения являются культурно обусловленными и поверхностными.
- Преследование и даже массовые убийства успешных людей, которые, как считается, добились успеха нечестным путем. Сюда входят не только отдельные люди, но и целые успешные группы, которые, как считается, стали успешными нечестным путем и за счет эксплуатации других групп. Примерами могут служить евреи в нацистской Германии во время Холокоста; кулаки в Советском Союзе; учителя и «богатые» крестьяне во время Культурной революции; городские жители и интеллигенция во времена красных кхмеров[источник не указан 813 дней].

## Отзывы

### Положительные
Психолог Дэвид Басс заявил: «Возможно, это самая важная книга, опубликованная в XXI веке».
Психолог Дэвид П. Бараш писал: «Пинкер думает и пишет на высшем уровне … может быть, даже лучше».
Эволюционный биолог Ричард Докинз заявил: «Чистый лист — это … стильное произведение. Я не скажу, что оно лучше, чем «Язык как инстинкт» или «Как работает мозг», но оно так же хорошо, что является очень высокой оценкой».
Философ Дэниел Деннетт написал: «[Пинкер] решительно пробирается в утешительный мрак, окружающий эти не совсем запретные темы, и спокойно, доходчиво излагает факты, чтобы обосновать свои поразительно подрывные дарвиновские утверждения — подрывные не в отношении каких-либо вещей, которыми мы правильно дорожим, а подрывные в отношении фальшивых защитных слоев дезинформации, окружающих их».
Профессор психологии Йельского университета Пол Блум одобрил книгу в журнале Trends in Cognitive Sciences, написав, что она будет иметь «влияние, выходящее далеко за пределы научной академии».
Английский философ Э. К. Грейлинг написал в «Литературном обозрении», что «аргументы Пинкера убедительны и неоспоримы, и он оказывает услугу, представляя аргументы и соответствующие научные доказательства в такой доступной форме. Учитывая важность вопросов, которые он обсуждает, его книга является обязательным чтением».
Журнал Kirkus Reviews написал, что книга приводит «богатые, сложные аргументы, которые могут оставить набожные души немного обеспокоенными».
В 2017 году Малхар Мали написал рецензию на книгу в журнале Aero Magazine, выразив озабоченность тем, что он считает возрождением взгляда на развитие человека с чистого листа. Мали пишет: «Меня беспокоит, что среди нас все еще есть те, кто готов поверить, что личность формируется в основном культурой и обществом, и что, сосредоточившись только на исправлении наших систем, мы сможем облегчить человеческие страдания», и что «меня беспокоит то, что эта книга вышла 15 лет назад, а мы всё ещё увязли в разговорах, на опровержение которых Пинкер потратил немало времени».

### Отрицательные
Поведенческий психолог Генри Д. Шлингер написал две критические рецензии на книгу, в которых подчеркивалась важность обучения. Другой поведенческий психолог, Эллиот А. Людвиг, подверг критике описание Пинкером бихевиоризма и интерпретацию бихевиористских исследований.
Философ Джон Дюпре утверждал, что в книге слишком преувеличены аргументы в пользу биологических объяснений, и выступал за сбалансированный подход.
Биолог Аллен Орр утверждает, что работам Пинкера часто не хватает научной строгости, и предполагает, что это «мягкая наука».
Антрополог Томас Хюлланд Эриксен утверждал, что большинство аргументов Пинкера небезупречны, поскольку в них использован стиль аргументации, основанный на заблуждении соломенного чучела, и выборочно подобраны подтверждающие доказательства, а также аргументы против. Он писал: «возможно, самым разрушительным недостатком книг типа «Чистый лист» является их интеллектуальная нечестность (проявляющаяся в искажении взглядов других людей) в сочетании с верой в простые решения сложных проблем. Скудость нюансов в этой книге просто поражает». Подобным образом биолог Патрик Бейтсон критиковал Пинкера за то, что тот сосредоточился на опровержении убеждения, что все характеристики человека определяются его окружением. Он утверждал, что это убеждение — «карикатура... используемая для поддержания очередного раунда утомительных и все более неуместных дебатов о природе и воспитании».
Как и Эриксен, Луис Менанд, пишущий для The New Yorker, также утверждал, что аргументы Пинкера представляют собой заблуждение соломенного человека, заявив: «Многие страницы The Blank Slate посвящены разрушению локковско-руссоистско-картезианского пугала, которое создал Пинкер». Менанд отмечает, что Пинкер неверно цитирует и неправильно понимает слова Вирджинии Вулф: «Примерно в декабре 1910 года человеческая природа изменилась» (ответ Пинкера: «Вулф была неправа. Человеческая природа не изменилась ни в 1910 году, ни в каком-либо другом году после этого»). На самом деле Вулф написала «В декабре 1910 года или около него человеческий характер изменился», и она писала о художественной литературе, критикуя литературный реализм по сравнению с модернистским движением.